# Тескоко (альтепетль)

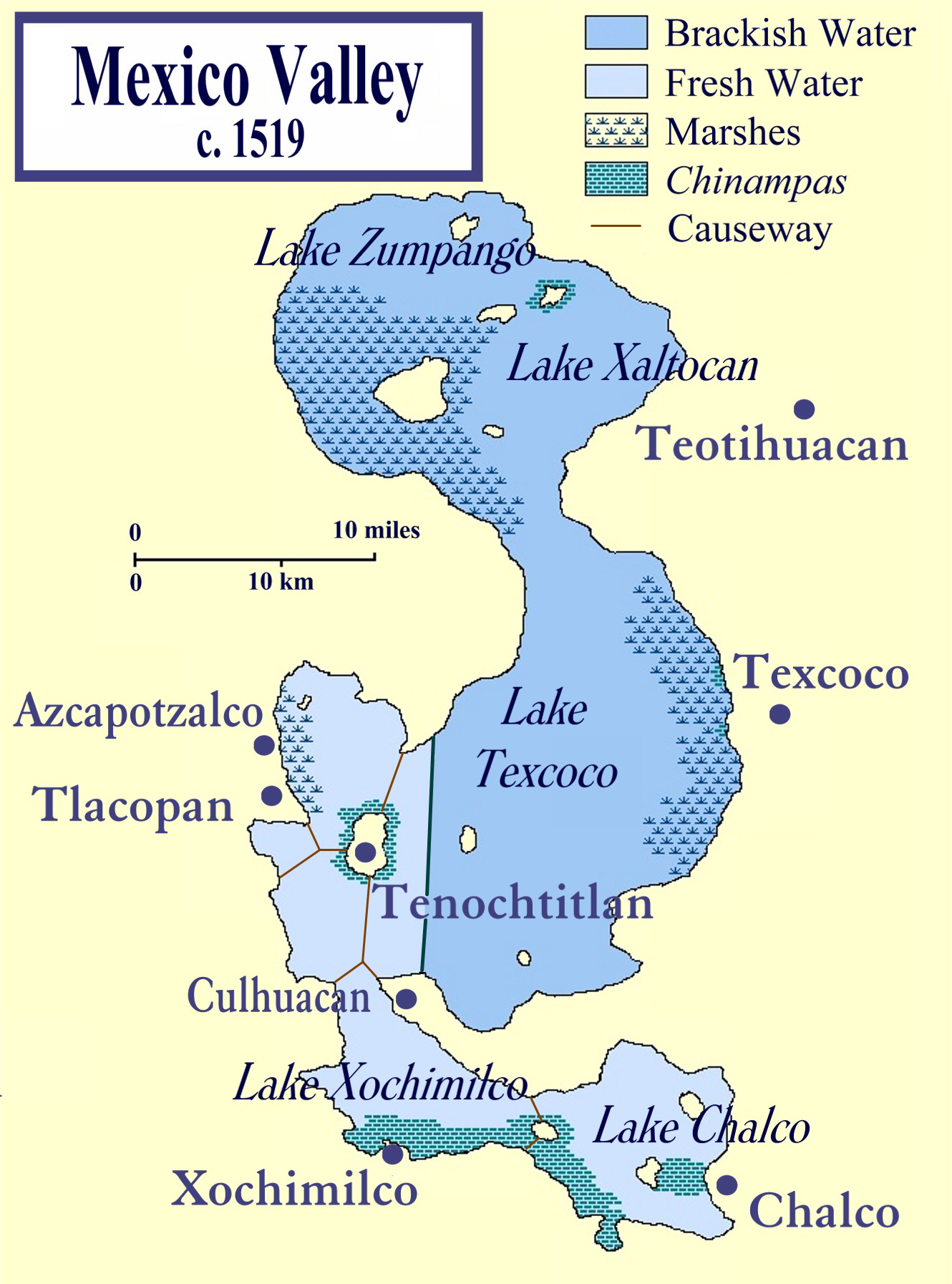
Долина Мехико ко времени испанского завоевания

Тескоко (Тецкоко, аст. Tetzco(h)co, tetsˈkoʔko) — крупный город-государство (альтепетль) в центральной Мексике в поздний постклассический период мезоамериканской хронологии. Находился на восточном берегу озера Тескоко в долине Мехико к северо-востоку от столицы ацтеков Теночтитлана. В настоящее время часть территории бывшего города Тешкоко поглотил современный муниципалитет Тешкоко, главным городом которого является Тескоко-де-Мора, а другую часть — большой Мехико.
Доколумбов город Тескоко был одним из трёх основателей Ацтекского тройственного союза, более известного как Ацтекская империя. Ко времени испанского завоевания ацтеков он был одним из крупнейших и влиятельнейших городов центральной Мексики, по влиянию лишь второй после столицы ацтеков Теночтитлана. Население Тешкоко в доколумбов период составляло, по оценкам, 24 тыс. человек, а площадь — 450 гектаров.

## История

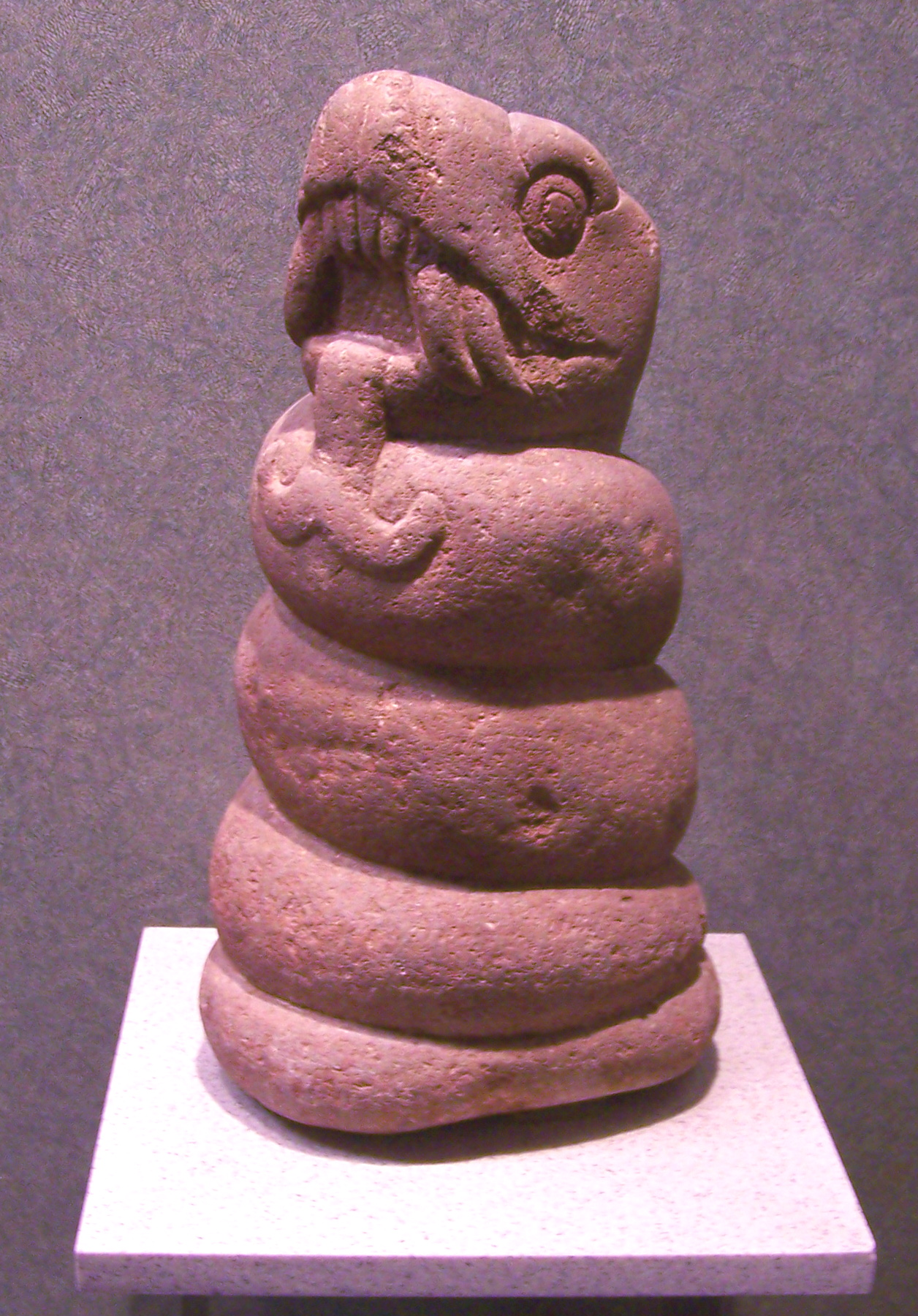
Нефритовая скульптура гремучей змеи
Национальный музей антропологии, Мехико

Город Тешкоко был основан в XII веке на восточном берегу озера Тескоко, вероятно, чичимеками-акольхуа, которые около 1337 года перенесли сюда столицу из Тенайуки.
В 1418 г. Иштлильшочитль I, «тлатоани» (правитель) города Тешкоко, был свергнут, и к власти пришёл Тесосомок из города-государства Аскапоцалько. Десять лет спустя, в 1428 г., сын Иштлильшочитля по имени Несауалькойотль в союзе с ацтеками победил сына и наследника Тесосомока по имени Маштла. Тешкоко, ацтеки со столицей в Теночтитлане и тепанеки со столицей в Тлакопане вскоре после этого образовали Ацтекский тройственный союз. Таким образом, Тешкоко стал вторым по значению городом Ацтекской империи, и по соглашению получал две пятых собранной дани.
В Ацтекской империи Тешкоко был известен как центр образования. В городе имелась библиотека, где хранились книги прежних цивилизаций Мезоамерики.
Несауалькойотль (1403−73) был известным поэтом, философом и покровителем искусств. У него также были богатый ботанический сад и коллекция животных, с образцами флоры и фауны как с территории Ацтекской империи, так и из удалённых государств, с которыми ацтеки торговали.
Его сын Незауальпилли (1464−1515) продолжил традицию покровительства искусствам.
В 1520 году войска Кортеса захватили город и убили Какамацина, сына Несауальпилли и последнего независимого тлатоани. На трон был возведён марионеточный правитель Иштлильшочитль II. Кортес превратил Тешкоко в свою базу и использовал воинов Тешкоко при осаде Теночтитлана.

### Дворец, сады и система каналов
Воздвигнутый у холма Тешкоцинго, дворец правителей имел акведуки, бани, сады, лестницы и свыше 300 отдельных комнат.
Сады дворца представляли собой огромную ботаническую коллекцию, включавшую растения не только из Ацтекской империи, но также из удалённых уголков Мезоамерики. Остатки садов сохранились до нашего времени. Исследователи телеканала Discovery Channel путём компьютерного моделирования восстановили планировку дворца и сада. Эта планировка, по их мнению, была привязана к астрономическим событиям.
Вода для ирригации сада направлялась к ним из источников, находящихся за горами к востоку от Тешкоко и поступала по каналам, вырубленным в скалах. В некоторых местах ступеньки в скалах служили одновременно водопадами. За горами каналы спускались вниз по холму к месту, расположенному недалеко от Тешкоцинго. Там путь к городу преграждал глубокий каньон, идущий с севера на юг. Несауалькойотль приказал заполнить каньон камнями, и таким образом был создан первый известный акведук Нового Света.

### Священный холм
Весь холм Тешкоцинго также обслуживался этой же системой каналов. Он стал местом поклонения богу дождя Тлалоку. На холме были сделаны искусственные водопады, фигуры экзотических зверей и птиц.
На вершине горы находился храм бога, окружённый висячими садами. К храму вела лестница из 520 мраморных ступенек. Число имело магическое значение, поскольку, согласно мифологии ацтеков, боги имели возможность разрушить человеческий мир каждые 52 года.

## Правители Тешкоко

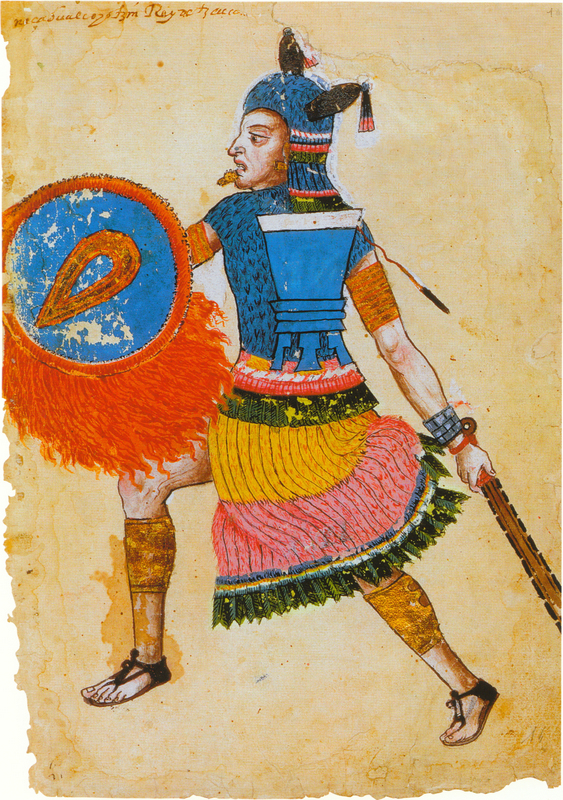
Портрет Несауалькойотля, кодекс Иштлильшочитль, лист 106R. Изображение создано через столетие после его смерти.

- Кинацин (1318—1357)
- Течотлалацин (1357—1409)
- Иштлильшочитль I (1409—1418)
- Тесосомок (1418—1426)
- Маштла (1426—1427)
- Незауалькойотль (1427—1428)
- Ноноалькатль (1428—1431)
- Незауалькойотль (1431—1472)
- Несауальпилли (1472—1515)
- Какамацин (1515—1519)
- Куикуицкацин (1519—1520)
- Коанакочцин (1520—1521)
- Текокольцин (1521—1521)
- Ауашпицакцин (1521—????)
- Коанакочцин (????—1525)
- Иштлильшочитль II (1525—1533)
- Йойонцин (1533—1534)

## Новая история
С 1827 по 1830 гг. Тешкоко был столицей штата Мехико.